# Саломатово (Кировская область)
Салома́тово — деревня в Уржумском районе Кировской области России. Входит в состав Уржумского сельского поселения.

## География
Деревня находится в юго-восточной части Кировской области, в зоне хвойно-широколиственных лесов, на правом берегу реки Шенерка, на расстоянии приблизительно 2 км (по прямой) к юго-западу от города Уржум, административного центра района.

### Климат
Климат характеризуется как континентальный, умеренно холодный. Среднегодовая температура — 1,9 °C. Средняя температура воздуха самого холодного месяца (января) составляет −12,5 °C (абсолютный минимум — −45 °С); самого тёплого месяца (июля) — 18,5 °C (абсолютный максимум — 36 °С). Безморозный период длится в течение 126—131 день. Годовое количество атмосферных осадков — 496—545 мм, из которых 245—275 мм выпадает в период с мая по сентябрь. Снежный покров держится в течение 150 дней.

### Часовой пояс
Деревня Саломатово, как и вся Кировская область, находится в часовой зоне МСК (московское время). Смещение применяемого времени относительно UTC составляет +3:00.

## Население
| 2010 |
| ---- |
| 0    |

## Известные уроженцы
- Саламатов, Илья Ильич (1907—1989) — советский хозяйственный деятель.